# Reynolds-Nunatak
Der Reynolds-Nunatak ist ein Nunatak im westantarktischen Marie-Byrd-Land. Im Königin-Maud-Gebirge ragt er 19 km nördlich des Mount Herr an der Südflanke des Leverett-Gletschers auf.
Der United States Geological Survey kartierte ihn anhand eigener Vermessungen und Luftaufnahmen der United States Navy aus den Jahren von 1960 bis 1963. Das Advisory Committee on Antarctic Names benannte ihn im Jahr 1967 nach Clifford E. Reynolds, Elektriker auf der Byrd-Station im antarktischen Winter 1957.